# Card-Pitt
Card-Pitt è il nome di una squadra di football americano creata dalla temporanea fusione di due franchigie della National Football League (NFL), i Pittsburgh Steelers e i Chicago Cardinals, durante la stagione 1944. Le squadre furono costrette a fondersi a causa della penuria di giocatori causata dell'arruolamento nell'Esercito durante la seconda guerra mondiale. Si trattò della seconda fusione di tale genere per gli Steelers, che si erano uniti con i Philadelphia Eagles nel 1943 per formare gli "Steagles". La guerra terminò prima della stagione 1945 ed entrambe le squadre poterono riprendere le normali operazioni.
Card-Pitt terminò perdendo tutte le dieci partite nella Western Division, portando i giornalisti sportivi a soprannominarli "carpets" (tappeti in inglese).

## Roster
Conway Baker, G

Vince Banonis, C

Clarence Booth, OT

Tony Bova, LE

Chet Bulger, RT

John Butler, HB

Don Currivan, E

Ted Doyle, OT

Cliff Duggan, OT

John Grigas, FB

Walt Kichefski, E

George Magulick, HB

Lou Marotti, G

Johnny Martin, WB

Walt Masters, B

John McCarthy, QB

Coley McDonough, QB

Elmer Merkovsky, G

John Perko, G

John Popovich, HB

Walt Rankin, QB

Marshall Robnett, C

Eddie Rucinski, E

Elbie Schultz, LG

Bernie Semes, HB

Bob Thurbon, HB

Clint Wager, E

Al Wukits, C

## Calendario
| Turno | Avversario             | Risultato |
| ----- | ---------------------- | --------- |
| 1     | Cleveland Rams         | S 28–30   |
| 2     | at Green Bay Packers   | S 7–34    |
| 3     | at Chicago Bears       | S 7–34    |
| 4     | at New York Giants     | S 0–23    |
| 5     | at Washington Redskins | S 20-42   |
| 6     | Detroit Lions          | S 6–27    |
| 7     | at Detroit Lions       | S 7–21    |
| 8     | Cleveland Rams         | S 6–33    |
| 9     | Green Bay Packers      | S 20–35   |
| 10    | Chicago Bears          | S 7–49    |

## Classifiche
| NFL Western Division | NFL Western Division | NFL Western Division | NFL Western Division | NFL Western Division | NFL Western Division | NFL Western Division | NFL Western Division | NFL Western Division | NFL Western Division |
|                      | V                    | S                    | P                    | %                    | DIV                  | PF                   | PS                   | STR                  |                      |
| -------------------- | -------------------- | -------------------- | -------------------- | -------------------- | -------------------- | -------------------- | -------------------- | -------------------- | -------------------- |
| Green Bay Packers    | 8                    | 2                    | 0                    | .800                 | 7–1                  | 238                  | 141                  | V1                   |                      |
| Chicago Bears        | 6                    | 3                    | 1                    | .667                 | 4–3–1                | 258                  | 172                  | V2                   |                      |
| Detroit Lions        | 6                    | 3                    | 1                    | .667                 | 4–3–1                | 216                  | 151                  | V4                   |                      |
| Cleveland Rams       | 4                    | 6                    | 0                    | .400                 | 4–4                  | 188                  | 224                  | S2                   |                      |
| Card-Pitt            | 0                    | 10                   | 0                    | .000                 | 0–8                  | 108                  | 328                  | S10                  |                      |

Nota: I pareggi non venivano conteggiati ai fini della classifica fino al 1972.